# Hans Hofstadler
Hans Hofstadler (* 18. Oktober 1903 in Neumünster; † 23. April 1958 in Bremen) war ein Bremer Politiker (SPD) und Mitglied der Bremischen Bürgerschaft.  

## Biografie
Hofstadler war als Schlosser in Bremen tätig. 
Er war Mitglied der SPD und im SPD-Ortsverein Bremen - Hemelingen aktiv.
Vom November 1946 bis 1955 war er Mitglied der ersten bis dritten gewählten Bremischen Bürgerschaft und in Deputationen der Bürgerschaft tätig. Erlegte sein Mandat am Ende der 3. Wahlperiode nieder. 